# René Higuita
René Higuita, né le 27 août 1966 à Medellín (Colombie), est un footballeur international colombien, qui évolue au poste de gardien de but. Il est sélectionné 68 fois en équipe de Colombie. Il évolue dans les clubs  de Millonarios, de l'Atlético Nacional, du Real Valladolid (Espagne), à Veracruz (Mexique), à l'Independiente Medellín, au Real Cartagena, à l'Atlético Junior, à Aucas (Équateur), à Bajo Cauca, au Guaros de Lara (Venezuela), au Deportivo Rionegro et au Deportiva Pereira. 
Tireur de coup franc et de pénalty, Higuita marque une quarantaine de buts dans sa carrière, dont trois avec l'équipe de Colombie entre 1988 et 1989.  
Il participe à la coupe du monde de football en 1990 et à la Copa América en 1987, 1989, 1993 et 1995 avec la Colombie.
Joueur réputé fantasque, il n'hésite  pas à dribbler hors de sa surface. Il est aussi connu pour le coup du scorpion, un dégagement de la balle avec les talons en sautant et basculant.

## Biographie
Il naît en Colombie dans un quartier pauvre de la ville de Medellin. Il est le fils d'une mère célibataire appelée Mary Dioselina Higuita d'où son nom de famille. Sa mère meurt quelques années après sa naissance, ainsi René est élevé par sa grand-mère, Ana Felisa.
Il passe son enfance dans un contexte économique difficile. Pour gagner sa vie, il exerce entre autres le métier de vendeur de journaux.
Il devient gardien de but par hasard. En effet René jouait toujours comme attaquant, il était d'ailleurs le meilleur buteur de l'équipe. Dans un match de son école, où l'on choisissait les meilleurs joueurs pour « El Independiente de Medellín », le gardien de but se blesse. Sans gardien remplaçant, ils doivent choisir un gardien de but parmi les joueurs de champ. René est sélectionné pour remplacer ce joueur, et le match qu’il effectue démontra qu'il doit devenir gardien.
René Higuita fait partie de la lignée des fantasques gardiens de but latino-américains comme le Paraguayen José Luis Chilavert (74 sélections pour 8 buts) ou le Mexicain Jorge Campos (130 sélections).
Higuita devient célèbre lors d'un match amical entre l'équipe d'Angleterre et la Colombie (0-0) à Wembley en septembre 1995. Sur un centre-tir de l'Anglais Jamie Redknapp et alors que le ballon se dirige vers son but, Higuita saute et propulse le ballon hors de la surface à l'aide de ses talons. Cet arrêt spectaculaire est baptisé le coup du scorpion. Il précisera par la suite avoir pris ce risque car un juge de touche avait levé son drapeau (signifiant qu'une faute a été commise par l'Angleterre, et donc que l'action était nulle quoi qu'il arrive).
Lors de la demi-finale de Copa Libertadores 1995 disputée sous les couleurs de l'Atlético Nacional face au CA River Plate, Higuita arrache le but de la prolongation sur coup franc avant d'inscrire le tir au but victorieux qui envoie son club en finale.
Higuita est également connu pour ses prises de risques. Ainsi, en huitième de finale de la coupe du monde de 1990 contre le Cameroun et alors que l'on dispute la prolongation, Higuita perd le ballon en dehors de sa surface de réparation et Roger Milla s'en va marquer dans le but vide, et donner ainsi la qualification pour les quarts à son pays (2-1).
Il est démis de ses fonctions de préparateur physique des gardiens au sein de la sélection colombienne et de Aucas de Quito (1re div. équatorienne) après la révélation d'un contrôle antidopage positif à la cocaïne en 2004.
En juillet 2007, il rechausse les crampons et s'engage avec un promu en 1re division vénézuélienne, au club de Guaros de Lara.
En janvier 2008, il reprend encore du service à l'âge de 41 ans en s'engageant avec le club de Deportivo Rionegro (3e division colombienne). Il marque, le 21 mars 2008, le 44e but de sa carrière, sur penalty, contre Valledupar.
Le 25 janvier 2010, il célèbre son jubilé à Medellin, sa ville d'origine, devant plus de 20 000 spectateurs. Il les gratifie ce même jour du coup du scorpion.
En juin 2017, il participe au match Atlético de Madrid face à des légendes du football au stade Vicente-Calderón dans lequel il marquera un but sur penalty à la 44e minute de jeu.

### Famille
Il est marié avec Magnolia, avec laquelle il a deux enfants, Andrew et Pamela. Il est aussi le père de Cindy Caroline, une fille qu'il a eue avec sa première épouse, décédée.

### La télé-réalité
Il subit une opération de chirurgie plastique dans le cadre de l'émission de télé-réalité Cambio Extremo dans l'espoir de redémarrer sa carrière en 2005.

## Carrière
- 1985 :  CD Los Millonarios
- 1986-1992 :  Atlético Nacional
- 1992-1993 :  Real Valladolid
- 1994-1997 :  Atlético Nacional
- 1997-1998 :  CD Veracruz
- 1999-2000 :  Independiente Medellín
- 2000-2001 :  Real Cartagena
- 2001-2002 :  Atlético Junior
- 2002-2003 :  Deportivo Pereira
- 2004 :  SD Aucas
- 2005 :  Bajo Cauca Fútbol Club
- 2007 :  Guaros de Lara
- 2008 :  Deportivo Rionegro
- 2008-2009 :  Deportivo Pereira[4]

## Palmarès

### En équipe nationale
- 68 sélections et 3 buts avec l'équipe de Colombie entre 1987 et 1999
- Troisième de la Copa América 1987, de la Copa América 1993 et de la Copa América 1995

### Avec l'Atlético Nacional
- Vainqueur de la Copa Libertadores en 1989
- Vainqueur de la Copa Interamericana en 1989 et 1997
- Vainqueur du Championnat de Colombie en 1991 et 1994
- Finaliste de la Copa Libertadores en 1995
- Finaliste de la Coupe Intercontinentale en 1989